# Dryocampa roseilinea
Dryocampa roseilinea är en fjärilsart som beskrevs av William Schaus 1920. Dryocampa roseilinea ingår i släktet Dryocampa och familjen påfågelsspinnare. Inga underarter finns listade i Catalogue of Life.